# Kurzętnik (gemeente)
De gemeente Kurzętnik is een landgemeente in het Poolse woiwodschap Ermland-Mazurië, in powiat Nowomiejski.
De zetel van de gemeente is in Kurzętnik.
Op 30 juni 2004 telde de gemeente 8664 inwoners.

## Oppervlakte gegevens
In 2002 bedroeg de totale oppervlakte van gemeente Kurzętnik 149,86 km², waarvan:
- agrarisch gebied: 71%
- bossen: 17%

De gemeente beslaat 21,56% van de totale oppervlakte van de powiat.

## Demografie
Stand op 30 juni 2004:
| Omschrijving                   | Totaal | Totaal | Vrouwen | Vrouwen | Mannen | Mannen |
| ------------------------------ | ------ | ------ | ------- | ------- | ------ | ------ |
| eenheid                        | aantal | %      | aantal  | %       | aantal | %      |
| inwoners                       | 8664   | 100    | 4356    | 50,3    | 4308   | 49,7   |
| bevolkingsdichtheid (inw./km²) | 57,8   | 57,8   | 29,1    | 29,1    | 28,7   | 28,7   |

In 2002 bedroeg het gemiddelde inkomen per inwoner 1421,64 zł.

## Administratieve plaatsen (sołectwo)
Bratuszewo, Brzozie Lubawskie, Kamionka, Kąciki, Krzemieniewo, Kurzętnik (sołectwa: Kurzętnik I en Kurzętnik II), Lipowiec, Małe Bałówki, Marzęcice, Mikołajki, Nielbark, Otręba, Sugajenko, Szafarnia, Tereszewo, Tomaszewo, Wawrowice, Wielkie Bałówki.

## Aangrenzende gemeenten
Biskupiec, Brzozie, Grodziczno, Nowe Miasto Lubawskie, Nowe Miasto Lubawskie, Zbiczno